# 孟繁华 (1963年)
孟繁华（1963年5月—），男，山东禹城人，中国高等教育学者，首都师范大学党委书记。

## 生平
1978年至1980年就读于山东德州师范专科学校物理专业，后担任中学物理教师。1988年考上北京师范大学高等教育管理专业在职研究生，毕业后在山东省教育科学研究所从事研究工作，1994年晋升为副研究员，1999年晋升为研究员。1997年考上北京师范大学教育经济与管理专业博士研究生，主攻方向为教育决策理论与技术，师从顾明远，博士论文《教育组织决策机制的系统分析》。2005年获国务院政府特殊津贴。
曾任首都师范大学教育科学学院代理副院长、院长。2011年12月，任首都师范大学校长助理、教育学院院长、学前教育学院院长（兼）。2013年4月，任首都师范大学党委常委、副校长。2017年12月，任首都师范大学党委副书记、校长。2021年7月，任首都师范大学党委书记、校长。2021年9月，卸任首都师范大学校长。2023年9月因年龄原因不再担任首都师范大学党委书记。

## 社会兼职
- 国务院学位委员会第七届学科评议组（教育学）成员
- 全国教育科学规划学科组成员
- 教育部高等学校中学教师培养教学指导委员会委员，
- 北京市教育学会副会长
- 北京市高等教育学会副会长